# 黄花小山菊
黄花小山菊（学名：Dendranthema hypargyrum）是菊科菊属的植物，是中国的特有植物。分布于中国大陆的陕西、四川等地，生长于海拔1,400米至3,850米的地区，多生在山坡草甸，目前尚未由人工引种栽培。